# Atychiphobie
L'atychiphobie \a.ti.ki.fɔ.bi\, ou la peur de l'échec, ou kakorraphiophobie, est une peur anormale, exagérée et persistante de l'échec. Elle est un type de phobie spécifique. Comme d'autres phobies, l'atychiphobie mène souvent à un mode de vie restreint, affectant notamment la volonté d'une personne d'effectuer certaines activités. 
Le terme est dérivé du grec phóbos, signifiant « peur », et atyches, signifiant « malchanceux ».

## Effets
Une personne souffrant d'atychiphobie envisage si intensément la possibilité d'un échec qu'elle refuse de prendre le risque. Elle peut, subconsciemment, diminuer ses capacités et se convaincre qu'il est inutile de continuer. L'effort étant corrélé au degré de réalisation de l'individu, l'atychiphobie peut l'amener à se dévaloriser. (exemple : une personne souffrant de l'atychiphobie
aura aussi des difficultés, voire une impossibilité à avoir une relation amoureuse car être rejeté signifie un échec et pour une rupture la personne se sentira coupable et cela sera alors considéré aussi comme un échec. Les conséquences seront alors, un renfermement et "l'estime de soi" de la personne sera gravement atteinte, d'autres phobies peuvent alors apparaître et dans le pire des cas mener au suicide.)   